# Nature morte au journal
Nature morte au journal est un tableau réalisé par le peintre espagnol Juan Gris en 1916. Cette huile sur toile est une nature morte cubiste qui représente un citron posé sur un exemplaire du journal L'Intransigeant, devant un verre à pied et un compotier. Elle est conservée au sein de la Phillips Collection, à Washington, aux États-Unis.